# Leiodes bicolor
Leiodes bicolor är en skalbaggsart som först beskrevs av Schmidt 1841.  Leiodes bicolor ingår i släktet Liodes, och familjen mycelbaggar. Enligt den finländska rödlistan är arten nära hotad i Finland. Arten har ej påträffats i Sverige. Artens livsmiljö är torra gräsmarker.